# Westwood Village Memorial Park Cemetery
Le Pierce Brothers Westwood Village Memorial Park Cemetery (communément appelé de son nom précédent, Westwood Memorial Park) est un cimetière situé au 1218 avenue Glendon, dans le quartier de Westwood Village à Los Angeles, en Californie. Il a été inauguré en 1904 sous le nom initial de Sunset Cemetery.

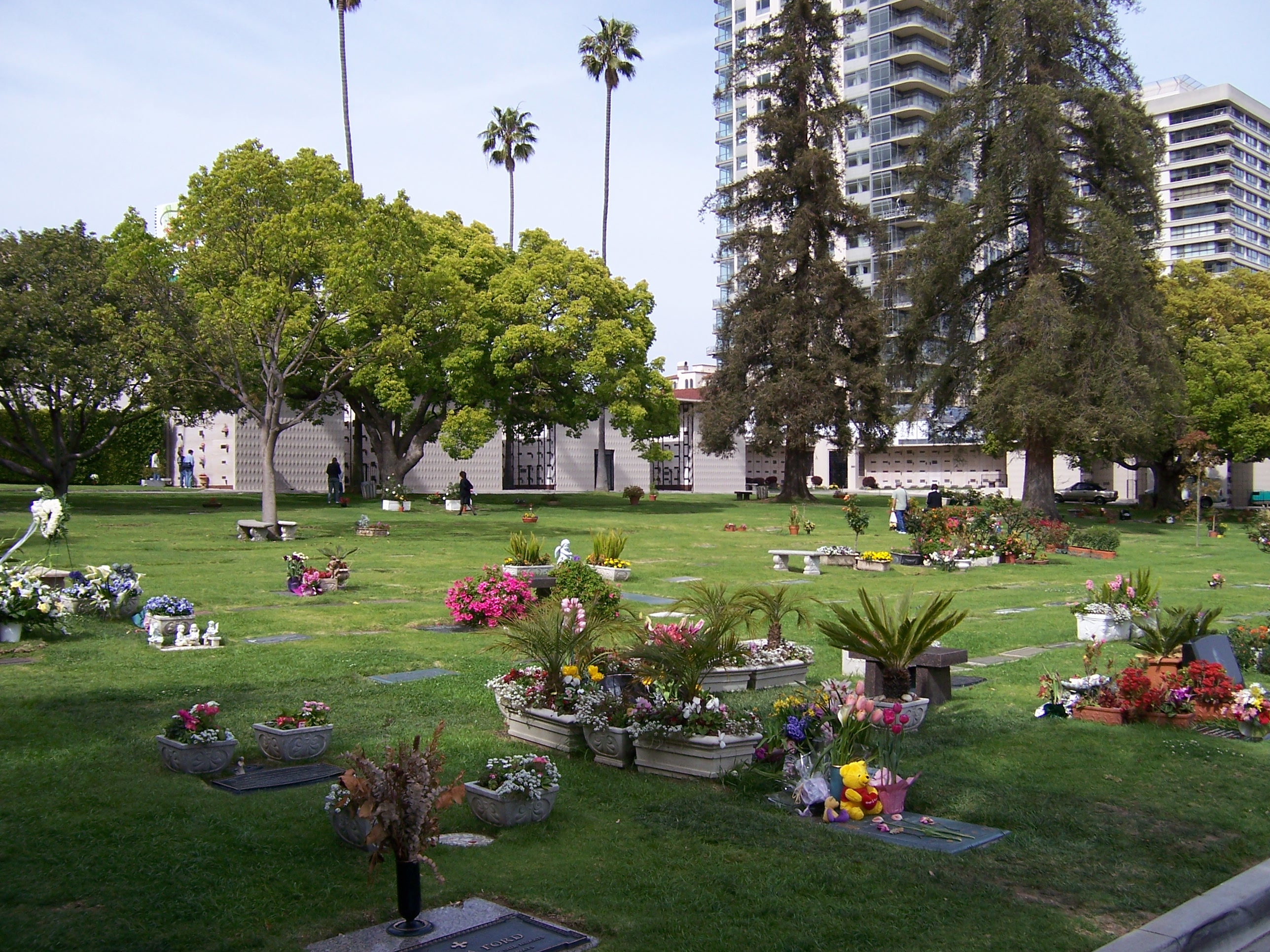
Le cimetière, vue en direction du nord-est.

Dans ce cimetière de petite taille (moins d'un hectare) se trouvent les sépultures de quelques-uns des plus grands noms de l'industrie du divertissement, à commencer par Marilyn Monroe, inhumée en 1962. Joe DiMaggio, chargé des funérailles de M. Monroe, a choisi le Westwood Memorial Park car c'est là que reposaient Grace Goddard (amie de la mère de Monroe) et la tante de G. Goddard, Ana Bas, qui avaient toutes les deux recueilli Marilyn enfant.

## Principales personnalités enterrées

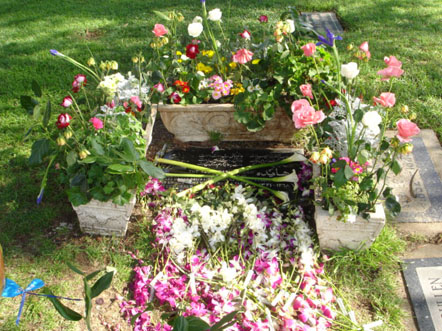
La tombe de Hayedeh.

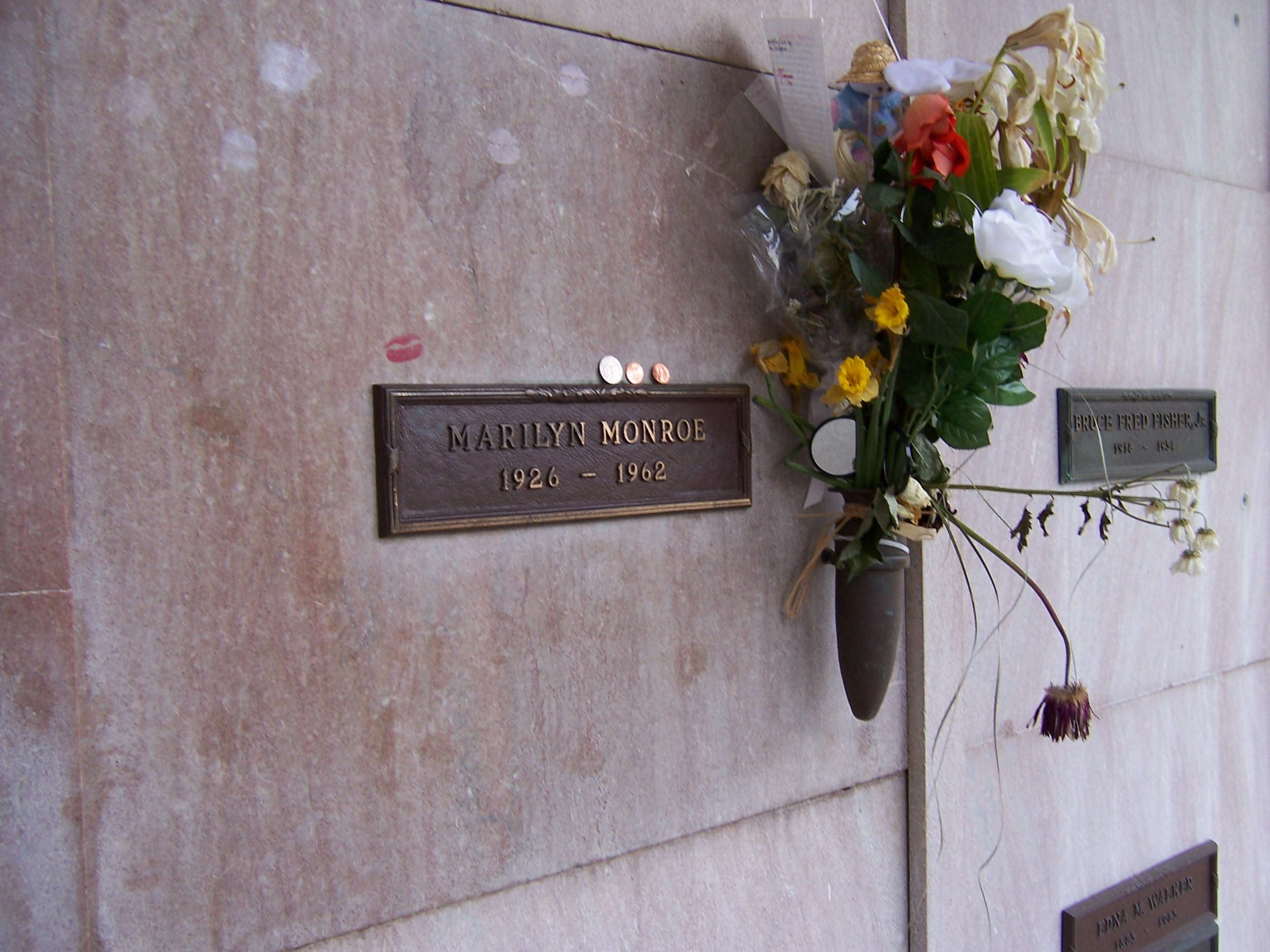
La tombe murale de Marilyn Monroe du côté nord.

- Eddie Albert (1906 - 2005), acteur et producteur américain
- Robert Bloch (1917 - 1994), écrivain américain
- Ray Bradbury (1920 - 2012), écrivain américain
- Sammy Cahn (1913 - 1993), parolier
- Truman Capote (1924 - 1984), écrivain américain
- John Cassavetes (1929 - 1989), acteur, scénariste et réalisateur américain
- James Coburn (1928 - 2002), acteur américain
- Bob Crane (1928 - 1978) , acteur américain
- Kirk Douglas (1916 - 2020), acteur américain
- Dominique Dunne (1959 - 1982) , actrice américaine
- Peter Falk (1927 - 2011), acteur américain
- Farrah Fawcett (1947 - 2009), actrice américaine
- Michael Vincenzo Gazzo (1923 - 1995), acteur de théâtre américain
- Jane Greer (1924 - 2001), actrice américaine
- Carrie Hamilton (1963 - 2002), actrice et chanteuse américaine
- Hayedeh (1942 - 1990), chanteuse iranienne
- Hugh Hefner (1926 - 2017), Fondateur de Playboy Magazine
- Maurice Jarre (1924 - 2009), compositeur français
- Louis Jourdan (1921 - 2015), acteur français
- Gene Kelly (1912 - 1996), acteur, chanteur, réalisateur, danseur, chorégraphe et producteur américain
- Miliza Korjus (1909 - 1980), chanteuse d'opéra et actrice polonaise et estonienne
- Burt Lancaster (1913 - 1994), acteur et réalisateur américain
- Angela Lansbury (1925 - 2022), actrice et chanteuse britannico-américaine
- Peggy Lee (1920 - 2002), chanteuse, auteur de chansons et actrice américaine
- Janet Leigh (1927 - 2004), actrice américaine
- Jack Lemmon (1925 - 2001), acteur et réalisateur américain
- Sondra Locke (1944 - 2018), actrice et réalisatrice américaine
- Karl Malden (1912 - 2009), acteur et réalisateur américain
- Dean Martin (1917 - 1995), acteur et crooner américain
- Walter Matthau (1920 - 2000), acteur américain
- Lewis Milestone (1895 - 1980), réalisateur, producteur, scénariste et acteur américain
- Marilyn Monroe (1926 - 1962), actrice et chanteuse américaine
- Roy Orbison (1936 - 1988), compositeur américain, pionnier du Rock 'n' roll
- Ryan O'Neal (1941 - 2023), acteur américain
- Heather O'Rourke (1975 - 1988), actrice et enfant-star américaine
- Bettie Page (1923 - 2008), mannequin
- Wolfgang Petersen (1941 - 2022), réalisateur, scénariste et producteur germano-américain
- Buddy Rich (1917 - 1987), batteur de jazz américain
- Hillevi Rombin (1933 - 1996), Miss Univers 1955 et actrice suédoise
- Gena Rowlands (1930 - 2024), actrice américaine
- Peter Shaw (1918 - 2003), acteur et producteur britannico-américain
- Robert Stack (1919 - 2003), acteur américain
- Sage Stallone (1976 - 2012), fils de Sylvester Stallone
- Josef von Sternberg (1894 - 1969), réalisateur
- Cornel Wilde (1912 - 1989), acteur et réalisateur américain
- Billy Wilder (1906 - 2002), réalisateur, producteur et scénariste américain
- Brian Wilson (1942 - 2025), chanteur et cofondateur des Beach Boys
- Natalie Wood (1938 - 1981), actrice américaine
- Darryl Zanuck (1902 - 1979), producteur de cinéma
- Frank Zappa (1940 - 1993), musicien de rock, auteur, compositeur